# Tuncay Şanlı
Tuncay Şanlı (né le 16 octobre 1982 à Adapazarı) est un ancien footballeur international turc, aujourd'hui reconverti en entraîneur.
Tuncay Şanlı a principalement joué comme attaquant, jouant notamment en Premier League et pour Fenerbahçe dans le championnat turc. Il a également occupé le poste de milieu de terrain avec l'équipe nationale turque jusqu'en 2010, équipe au sein de laquelle il est le joueur ayant inscrit le plus de buts en compétition européennes.

## Biographie

### Jeunesse
Originaire d'Adapazarı, tout comme Hakan Şükür, Tuncay Şanlı a commencé sa carrière au Sakaryaspor,. 

### Fenerbahçe et premiers succès
En 2002, il est transféré au Fenerbahçe. Promu titulaire dès sa première saison avec Fenerbahçe, il remporte son premier titre de champion l'année suivante. Pendant la saison 2004-2005, il  inscrit 17 buts, notamment en Ligue des champions, notamment contre l'Olympique Lyonnais et Manchester United.

### Carrière en Premier League
En 2007, Tuncay rejoint Middlesbrough FC en Premier League. Après la relégation de Middlesbroughen Championship, Şanlı est transferé à Stoke City en 2009.

### Fin de carrière et retraite
Après des passages en Allemagne au VfL Wolfsburg puis à nouveau en Angleterre, en prêt à Bolton, il retourne en Turquie avec Bursaspor. Il termine ensuite sa carrière en Inde au Football Club Pune City avant de prendre sa retraite en 2016 pour devenir entraîneur.

## Palmarès
- Championnat de Turquie de Football : 2004, 2005, 2007
- Supercoupe de Turquie : 2007